# Strom (Bremen)
Strom (Bremen) este un sector în orașul hanseatic Bremen, Germania. 